# Andrzej Lech
Andrzej Lech, poljski rokometaš, * 15. maj 1946, Gdynia.
Leta 1972 je na poletnih olimpijskih igrah v Münchnu v sestavi poljske rokometne reprezentance osvojil deseto mesto.